# Cadets de Bretagne
Les Cadets de Bretagne est une association rennaise, loi de 1901, implantée dans le quartier Motte-Brûlon à Rennes (Ille-et-Vilaine). Club omnisports mais aussi association socio-culturelle ou de loisirs elle a notamment eu la responsabilité du Théâtre Lillico, qui accueille chaque année le festival « Marmaille », jusqu'au 30 septembre 2013. Les Cadets de Bretagne comptent parmi les patronages de la ville de Rennes, au même titre que la Tour d'Auvergne de Rennes et le Rennes Patros Association.

## Historique

### De l'Œuvre aux Cadets
Comme tout patronage paroissial les Cadets de Bretagne sont nés sous l'impulsion chrétienne. En 1840 la Société de Saint-Vincent-de-Paul fonde l'Œuvre Notre-Dame de Toutes-Grâces dont le but est alors de participer à l'éducation chrétienne des jeunes travailleurs rennais. C'est l'abbé Auguste Bourdon qui, le premier, marque véritablement l’œuvre de son empreinte. Il la rejoint en 1846 et ne la quitte qu'à sa mort, en 1912. Les distributions d'argent ou de vêtements organisées par l’œuvre sont rapidement arrêtées du fait de la mauvaise impression qu'ils laissent, écartant de fait les classes aisées. De même les cours du soir organisés, rue d’Échange, sont abandonnés en raison de résultats insuffisants.
Le fait marquant de l'évolution de l'œuvre est l'acquisition, par l'abbé Bourdon, d'une propriété au no 45 du faubourg d'Antrain. Ce terrain est étendu par l'achat d'une usine de chaudronnerie deux ans plus tard. La chapelle de style roman qui existe toujours est construite dans le prolongement de cette ancienne usine, en 1865.

### Naissance des sections sportives
C'est avec l'appui du chanoine Bruté, en 1899, que les activités de l'œuvre se diversifient. Il étend tout d'abord les messes et les jeux au jeudi puis aux périodes de vacances mais le moment décisif est la création de la société de gymnastique vite affiliée à la Fédération gymnastique et sportive des patronages de France (FGSPF). Celle-ci participe au premier festival dédié en 1903, organisé avec le Drapeau de Fougères et la Chorale Saint-Martin qui devient l'Aurore. En 1906 la section gymnastique prend le nom de Cadets de Bretagne lors d'un concours interrégional à Angers, nom qui devient alors celui de toutes les sections sportives de l'œuvre. En 1909, à Nantes, les Cadets se classent d'ailleurs deuxièmes sur 110 sociétés sportives présentes, lors d'un concours de gymnastique.
Outre le développement de la section gymnastique, l'autre sport à voir rapidement le jour est le football. Les jeux de ballons qui existent déjà au sein de l'œuvre depuis 1895 sont progressivement structurés jusqu'à la création d'une équipe officielle. Celle-ci obtient d'emblée des résultats satisfaisants avec notamment un titre de champion de Bretagne première série en 1909.

## Les activités sportives

### Section arts martiaux
La section arts martiaux des Cadets de Bretagne comprend : le judo, le karaté, le kendo et le tai-chi-chuan.
Seuls le judo et le karaté sont organisés par l'association, les cours de kendo sont dispensés par l'association Kenseikan et les cours de tai-chi-chuan par l'association Le Roseau.
C'est en karaté que les résultats sont les plus probants. Lors de la saison 2010-2011, l'équipe senior remporte le titre de champion de Bretagne en catégorie kata (enchaînements techniques). Cette même saison Lionel Aquino (- de 75 kg) et Jean-Philippe Castanet (- de 84 kg) remportent chacun un titre de champion de France militaire en catégorie kumite (combat).

#### Palmarès en 2011
- Champion de Bretagne par équipe en kata ;
- Champion de France militaire moins de 75 kg en kumite ;
- Champion de France militaire moins de 84 kg en kumite.

### Section escrime
La section escrime des Cadets de Bretagne est rattachée à Rennes métropole escrime depuis la saison 2000/2001. Le site, rue d'Antrain, est l'un des trois dont dispose Rennes métropole avec ceux de Bruz et Noyal-Châtillon-sur-Seiche.
Chaque année les Cadets de Bretagne accueillent sur le site le challenge de l'hermine, compétition reconnue et réputée en Bretagne.
Les escrimeurs des Cadets de Bretagne/Rennes Métropole participent également aux épreuves nationale organisées par la Fédération française d'escrime (FFE) et obtiennent régulièrement des podiums[réf. souhaitée]. Ces résultats ainsi que le nombre de licenciés font du club d'escrime le numéro 1 en Bretagne[réf. nécessaire]. Seuls le fleuret et l'épée sont pratiqués aux Cadets de Bretagne.

#### Palmarès (depuis 2008)
- 8 titres départementaux individuels ;
- 28 titres régionaux individuels ;
- 21 titres régionaux par équipe ;
- vice-champion de France N2 par équipe en 2008 et 2009 ;
- vice-champion de France individuel en 2010 ;
- champion de France N3 individuel en 2009 et 2010.

### Section football
L'équipe de football des Cadets de Bretagne atteint les seizièmes de finale de la coupe de France de football lors des éditions 1917-1918, 1918-1919 et 1919-1920.
Elle participe aussi au début du XXe siècle au championnat de France de football des patronages, qui voit s'affronter les clubs affiliés à la Fédération gymnastique et sportive des patronages de France (FGSPF). Au cours du XXe siècle plusieurs joueurs sont parvenus à faire une carrière professionnelle après avoir effectué leur parcours junior au club.
Aujourd'hui[Quand ?] les Cadets de Bretagne ne disposent plus d'équipes seniors mais ont décidé de reconstruire la section football en partant des catégories de jeunes[réf. souhaitée].

#### Palmarès
- 16e de finale de Coupe de France (1918, 1919, 1920) ;
- champion de Bretagne FGSPF (1909).

#### Anciens footballeurs
- Dominique Blin (... - 1974) ;
- André Le Menn (1961 - ...) ;
- Louis Leray (1960 - 1969) ;
- Hervé Marc (... - 1921) ;
- Jean Collet[réf. nécessaire].

### Section futsal
La section futsal des Cadets de Bretagne voit le jour en 2008. Elle prend rapidement le nom de Cadets de Bretagne Futsal Club (CBFC). Après deux saisons passées à pratiquer la discipline sous l'égide de l'Union nationale des conventions de futsal (UNCFs) la décision est prise de basculer la section vers la Fédération française de football (FFF) pour la saison 2010-2011 afin de bénéficier de structures plus développées et de recentrer les compétitions à l'échelon local.
En 2011-2012 ce choix s'avère payant puisque la section futsal décroche son premier titre en remportant la coupe de Bretagne de Futsal,. Ce succès lui offre la possibilité de disputer les 32e de finale de la Coupe nationale. Le meilleur résultat des Cadets de Bretagne dans cette compétition depuis 2009 où, à l'époque, l'équipe de football engagée en Coupe nationale avait atteint les 16e de finale.

#### Palmarès
Coupe de Bretagne en 2012.

### Section gymnastique
La section gymnastique est, véritablement, la première section sportive des Cadets de Bretagne puisque c'est elle qui a donné son nom à l'association sportive en 1906.

#### Anciens gymnastes
Thérèse Boutet — sœur d'Yves Boutet qui a fait la gloire du Stade rennais — est championne fédérale de gymnastique de la Fédération sportive de France (FSF) en 1952 à Strasbourg, en 1953 à Dreux puis de nouveau, sous les couleurs de la Domrémy de Paris, en 1957 à Clermont-Ferrand. Elle a été sélectionnée plusieurs fois au niveau international.

### Section handball

#### Anciens handballeurs
David Christmann, entraîneur du Cesson Rennes Métropole Handball, a évolué sous les couleurs des Cadets de Bretagne, tout comme Mirko Perisic, entraîneur du CJF Saint-Malo et du Pôle Espoir.

### Section tennis
La section tennis est une section purement vouée à la pratique loisirs. Le mini-tennis qui s'adresse aux enfants de 5 à 9 ans a pour vocation d'initier les plus jeunes à la discipline. L'école de tennis, à partir de 10 ans, comprend une formation sur quatre ans avant, pour certains, d'intégrer l'AS Patton. Chez les adultes les séances s'axent véritablement autour du sport détente.

### Section basket-ball
La section basket-ball du club des Cadets de Bretagne a connu une résurgence remarquable en 2022, grâce à la détermination et à la passion d'un groupe d'amis. Ces derniers avaient, pour la plupart, mis de côté le basket pendant la pandémie de Covid-19. Cependant, l'envie de rejouer ensemble et de redonner vie à leur club les a motivés à reformer l'équipe.
Sous l'impulsion de ce groupe uni, la saison 2022-2023 a été couronnée de succès. Le club a enregistré un parcours impressionnant en championnat, terminant la saison avec un bilan parfait de 20 victoires en 20 matchs. Ce résultat a permis aux Cadets de Bretagne de décrocher leur première Coupe d'Ille-et-Vilaine, un exploit historique pour le club. De plus, cette victoire en Coupe représente une première pour une équipe évoluant en Division 4, marquant un tournant significatif dans l'histoire du club.
Cette réussite témoigne non seulement du talent et de la cohésion du groupe mais aussi de leur détermination à revitaliser le basket au sein du club des Cadets de Bretagne. Leurs performances inspirantes ont non seulement ravivé l'intérêt pour le basket-ball dans la région mais ont également jeté les bases d'une nouvelle ère prometteuse pour l'équipe.